# Comuna de Głusk
Głusk (polaco: Gmina Głusk) é uma gminy (comuna) na Polónia, na voivodia de Lublin e no condado de Lubelski. A sede do condado é a cidade de Głusk.
De acordo com os censos de 2004, a comuna tem 6967 habitantes, com uma densidade 108,9 hab/km².

## Área
Estende-se por uma área de 64 km², incluindo:
- área agricola: 88%
- área florestal: 7%

## Demografia
Dados de 30 de Junho 2004:
|                      | Total   | Total | Mulheres | Mulheres | Homens  | Homens |
| -------------------- | ------- | ----- | -------- | -------- | ------- | ------ |
|                      | pessoas | %     | pessoas  | %        | pessoas | %      |
| População            | 6967    | 100   | 3562     | 51,1     | 3405    | 48,9   |
| Densidade (pop./km²) | 108,9   | 100   | 55,7     | 55,7     | 53,2    | 53,2   |

De acordo com dados de 2002, o rendimento médio per capita ascendia a 1209 zł.

## Comunas vizinhas
- Jabłonna, Lublin, Mełgiew, Piaski, Niedrzwica Duża, Strzyżewice, Świdnik